# کفشدوزکیان
کفشدوزکیان (به لاتین: Coccinellinae) یک زیرخانواده از کفشدوزک‌ها از خانواده کفشدوزکان است. حداقل ۲۰ جنس و ۹۰ گونه توصیف شده در زیرخانوادهٔ Coccinellinae وجود دارد. زیرخانواده Coccinellinae 29 سرده دارد.

## نگارخانه

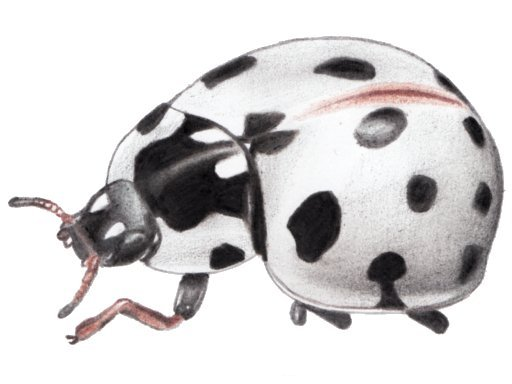
Anatis labiculata
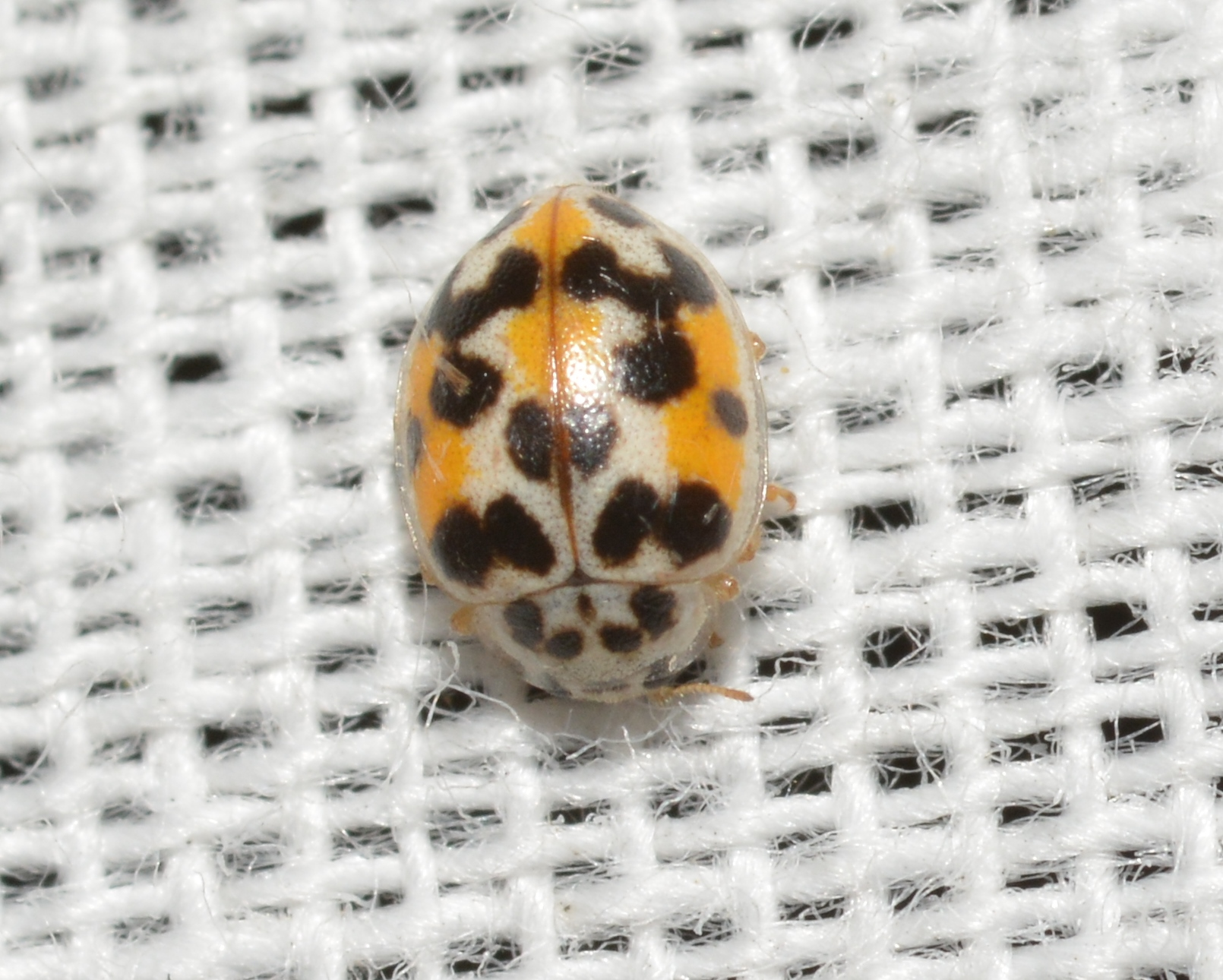
Psyllobora vigintimaculata
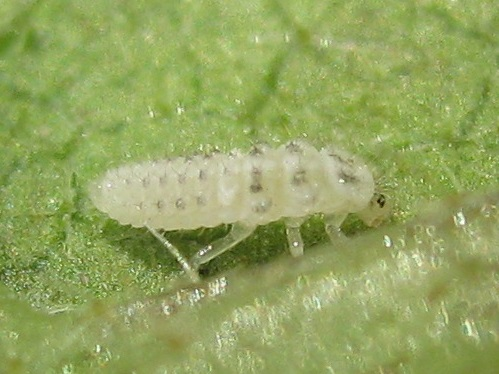
لارو Psyllobora vigintimaculata